# 安西正弘
安西 正弘（あんざい まさひろ、1954年11月26日 - 2021年3月15日）は、日本の俳優、声優。東京都出身。テアトル・エコー最終所属。

## 来歴
日本大学芸術学部卒業。
1997年以降、病気療養のために一時休業していた。糖尿病が悪化して左足の膝下を切断したうえ、右目が失明状態（左目のみ0.07の視力が残る状態）となり、自殺を考えるほど落ち込んだ時期もあったという。長らく休業していたが、病状が安定した2009年11月以降はテアトル・エコー11月公演「お手を拝借!」で舞台俳優、Wii用ゲーム『スーパーロボット大戦NEO』で声優として復帰した。また、糖尿病に関する啓発活動などにも参加していた。
2021年3月15日、急性心不全のため、死去。66歳没。

## 人物
俳優としては、癖のある声を生かし、 数多くの舞台に出演。
声優としては、ちょっと甘えたような声であり、太った役が多かった。

## 代役・後任
安西の病気療養中や死後、持ち役を引き継いだり代役を務めた人物は以下の通り。
| 後任       | キャラクター名                                    | 概要作品                          | 後任の初担当作品                          |
| ---------- | ------------------------------------------------- | --------------------------------- | ----------------------------------------- |
| 巻島直樹   | サンダーガイスト                                  | 『勇者エクスカイザー』            | 第24話                                    |
| 巻島直樹   | マリオ                                            | 『勇者エクスカイザー』            | 第24話                                    |
| 桜井敏治   | ブッチャー                                        | 『三つ目がとおる』                | 第44話                                    |
| 桜井敏治   | ネルソン・マンツ                                  | 『ザ・シンプソンズ』              | シーズン7#3                               |
| 桜井敏治   | カーニー・ジージックス                            | 『ザ・シンプソンズ』              |                                           |
| 桜井敏治   | オットー・マン                                    | 『ザ・シンプソンズ』              |                                           |
| 桜井敏治   | スネーク                                          | 『ザ・シンプソンズ』              |                                           |
| 桜井敏治   | モグちゃん                                        | 『しましまとらのしまじろう』      |                                           |
| 緒方賢一   | アニマル                                          | 『マペット』シリーズ              | 『マペット放送局』                        |
| 小島敏彦   | ジャック・ゲラー                                  | 『フレンズ』                      | 第34話                                    |
| 島香裕     | バナナーン                                        | 『アイドルプロジェクト』          | 第3話                                     |
| 稲葉実     | フィリオネル＝エル＝ディ＝セイルーン / フィル王子 | 『スレイヤーズ』シリーズ          | 『スレイヤーズTRY』                       |
| 中村秀利   | カステラ男爵                                      | 『それいけ!アンパンマン』         | 第488話                                   |
| 相沢まさき | カステラ男爵                                      | 『それいけ!アンパンマン』         | 第1155話                                  |
| 梅津秀行   | 従者ブロム                                        | 『スワン・プリンセス』シリーズ    | 『スワン・プリンセス2/魔王の城』          |
| 梅津秀行   | 竜之介の父                                        | 『うる星やつら』シリーズ          | パチスロ                                  |
| 大川透     | 竜之介の父                                        | 『うる星やつら』シリーズ          | 『うる星やつら ザ・障害物水泳大会』       |
| 小和田貢平 | ゴチンコ                                          | 『魔法陣グルグル』シリーズ        | 『ドキドキ伝説 魔法陣グルグル』           |
| 亀山助清   | ガス                                              | 『シンデレラ』シリーズ            | 『シンデレラII』                          |
| 田中英樹   | ガス                                              | 『シンデレラ』シリーズ            | DVD追加収録部分                           |
| 朝倉栄介   | マイク・エンゲルバーグ                            | 『がんばれ!ベアーズ』テレビ朝日版 | DVD追加収録部分                           |
| 川津泰彦   | ひんべえ                                          | 『おーい!はに丸』                 | 『はにわ王決定戦』（2024年10月1日放送回） |

## 出演
太字はメインキャラクター。

### テレビドラマ
- オレの愛妻物語 第6話（1978年、日本テレビ） - キャバレーの客
- 熱中時代・刑事編 第24話（1979年、日本テレビ） - 劇団員の声
- 太陽にほえろ!（日本テレビ）
  - 第354話 - バーテン
  - 第403話 - 寿司屋の客

### 舞台
- 「元禄港歌-千年の恋の森-」[11]
- 「エニシング・ゴーズ」[11]
- 「お手を拝借!」

### テレビアニメ
1977年
- 激走!ルーベンカイザー（1977年 - 1978年、法念）

1978年
- 新・巨人の星

1980年
- 鉄腕アトム (アニメ第2作)（ドリル）
- 魔法少女ララベル
- ドラえもん（テレビ朝日版第1期）

1981年
- 新・ど根性ガエル（1981年 - 1982年）
- まいっちんぐマチコ先生（小山リポーター）

1982年
- うる星やつら（1982年 - 1986年、ディレクター、竜之介の父、友引高校校長〈代役〉 他）
- 逆転イッパツマン（山谷出張員）
- 白い牙 ホワイトファング物語（少年B）
- 二死満塁（ダンプ）

1983年
- ガジェット警部（エージェント）
- スペースコブラ（1982年 - 1983年）
- 魔法の天使クリィミーマミ（1983年 - 1984年、如月みどり）

1984年
- OKAWARI-BOY スターザンS（ロボA、看守ロボ、男、オリロボ、スパイロボ 他）
- 重戦機エルガイム（船長）
- 宗谷物語（通信長）
- ルパン三世 PARTIII

1986年
- ゲゲゲの鬼太郎（第3作）（のっぺらぼう）
- Bugってハニー（1986年 - 1987年）
- 北斗の拳（サバト）
- めぞん一刻（テルヒコ、客C）
- ロボタン（海野山登）

1987年
- アニメ三銃士（ネルソン船長）
- ドテラマン（オオユ鬼）
- のらくろクン（嵐暴）
- ミスター味っ子（トロイメライの若旦那）

1988年
- おそ松くん（第2作）（ドロボーA）
- 魁!!男塾（鬼横綱、コング）
- トッポ・ジージョ（デブ）
- 魔神英雄伝ワタル（ビビデ・アラ・ビアン）

1989年
- ジャングル大帝（新）（密猟者、ラム）
- ジャングルブック・少年モーグリ（1989年 - 1990年、バッカス）
- 獣神ライガー（ゾルバ）
- まじかるハット（ハオージュ）
- 魔動王グランゾート（ドグー）
- ミラクルジャイアンツ童夢くん（ドード）

1990年
- NG騎士ラムネ&40（シャーベッター）
- カラス天狗カブト（1990年 - 1991年、鉄扇鬼、巨木魔人）
- キャッ党忍伝てやんでえ（ブンブタ茶釜）
- たいむとらぶるトンデケマン!（マンハ）
- ピグマリオ（ペレ）
- 魔神英雄伝ワタル2（ツーバイオー）
- 三つ目がとおる（ブッチャー〈初代〉）
- 勇者エクスカイザー（サンダーガイスト〈初代〉、マリオ〈初代〉）

1991年
- ゲンジ通信あげだま（1991年 - 1992年、えび天、がんこ亭のおやじ）
- 絶対無敵ライジンオー（バイキンデビル、イカルダー）
- 太陽の勇者ファイバード（科学者）
- 楽しいムーミン一家（王様）
- 楽しいムーミン一家 冒険日記（盗賊デブ）
- 新世紀GPXサイバーフォーミュラ（シャーク）
- 横山光輝 三国志（1991年 - 1992年、典韋）
- RPG伝説ヘポイ（ナベランチャ、スモウトリ）

1992年
- 元気爆発ガンバルガー（グリームン、バルルーン）
- 大草原の小さな天使 ブッシュベイビー（ウィルソン牧師、作業員の親方）
- 美少女戦士セーラームーン（レッドバトラー）
- みかん絵日記（ボタン）
- 見ると強くなる 痛快!横綱アニメ ああ播磨灘（富嶽）
- ヤダモン（1992年 - 1993年、ブッチ、バーバラ）
- らんま1/2 熱闘編（化け猫）

1993年
- カリメロ（フルフルの父）
- 熱血最強ゴウザウラー（ギルターボ）
- しましまとらのしまじろう（モグちゃん〈初代〉）
- 姫ちゃんのリボン（社長）

1994年
- クッキングパパ（ジム）
- それいけ!アンパンマン（カステラ男爵〈初代〉）
- 超くせになりそう（司会者）
- 覇王大系リューナイト（ディロン）
- 魔法陣グルグル（ゴチンコ）
- ヤマトタケル（オウカ）

1995年
- 黄金勇者ゴルドラン（サボンナ王、魔神ムゴーレ）
- ストリートファイターII V（ハン）
- スレイヤーズ（1995年 - 1996年、フィル王子〈初代〉） - 2シリーズ
- ぼのぼの（ビーバーさん）
- ロミオの青い空（ロッシ）

1996年
- 家なき子レミ（ルコント）
- 快傑ゾロ（ゴク）
- はじめ人間ゴン（ペテン師）

### 劇場アニメ
1980年
- 11ぴきのねこ（ネコJ）

1982年
- 象のいない動物園

1984年
- うる星やつら2 ビューティフル・ドリーマー（竜之介の父）

1985年
- うる星やつら3 リメンバー・マイ・ラブ（竜之介の父）

1986年
- うる星やつら4 ラム・ザ・フォーエバー（竜之介の父）
- 11ぴきのねことあほうどり（ネコC）

1987年
- 王立宇宙軍 オネアミスの翼（マジャホ）

1988年
- うる星やつら 完結篇（竜之介の父）
- 県立海空高校野球部員山下たろーくん（岡村）

1991年
- うる星やつら いつだってマイ・ダーリン（竜之介の父）

1994年
- Jリーグを100倍楽しく見る方法!!（リネカー）
- リカちゃんとヤマネコ 星の旅（西天）

1995年
- ドラゴンボールZ 復活のフュージョン!!悟空とベジータ（青鬼）

1996年
- ブラック・ジャック 劇場版（チビデブ）

### OVA
1984年
- BIRTH（小鬼）
- 魔法の天使クリィミーマミ 永遠のワンスモア（如月みどり）

1985年
- うる星やつら 了子の9月のお茶会（竜之介の父）
- 魔法の天使クリィミーマミ ロング・グッドバイ（如月みどり）

1986年
- COOL COOL BYE（ゲゲ）

1987年
- TWD EXPRESS ROLLING TAKEOFF（シュウシュウ）
- トワイライトQ 時の結び目 REFLECTION（上村）

1988年
- 赤い光弾ジリオン 歌姫夜曲（ナバロ）
- 宇宙の戦士（チェレンコフ）
- うる星やつら 渚のフィアンセ（竜之介の父）

1989年
- うる星やつら ハートをつかめ（竜之介の父）
- おがみ松吾郎
- 虚無戦史MIROKU（泣きのグズ蟲）
- 独身アパートどくだみ荘II（六田）

1990年
- 宇宙船製造法（軽石）
- しあわせのかたち（暗黒魔王）

1991年
- うる星やつら 乙女ばしかの恐怖（竜之介の父）
- 湘南爆走族7 スポ根マッドスペシャル（大仏）
- 創竜伝（1992年 - 1993年、虹川耕平）

1992年
- 機神兵団（運転手）
- ゴリラーマン（セースケ）

1994年
- 高校武闘伝 クローズ2（桂木源次郎）
- マップス（ツキメ）
- ワイルド7（チャーシュー）

1995年
- らんま1/2スペシャルビデオ バトルがいっぱい29人の懲りないやつら（猫魔鈴）

1996年
- アイドルプロジェクト（バナナーン〈初代〉）

### ゲーム
- うる星やつら STAY WITH YOU（1990年、竜之介の父）
- うる星やつら 〜ディア マイ フレンズ〜（1994年、竜之介の父）
- スーパーロボット大戦NEO（2009年、ギルターボ）

### ドラマCD
- 魔神英雄伝ワタル3 CDシネマ（1992年、イースタン・ブル、クラタテータ）

### 吹き替え

#### 俳優
ジョン・キャンディ
- スペースボール（バーフ）
- 大災難P.T.A.（デル・グリフィス）
- マネーゲームで大逆転/しゃべった!走った!もうかった!（ドン）
- リトル・ショップ・オブ・ホラーズ（ウィンク・ウィルキンソン）

#### 映画
- アイアン・ウィル/白銀に燃えて（ジョー・マクファーソン〈レックス・リン〉）
- 青いドレスの女（デュプリー・ブロチャード）
- アニマル・ハウス（ケント・ドーフマン〈スティーヴン・ファースト〉）※テレビ朝日版
- アフリカン・ダンク（ニャガ）
- イウォーク・アドベンチャー（ウィケット）※テレビ版
- ウェインズ・ワールド2（ミルトン〈クリス・ファーレイ〉）
- ウェンディの見る夢は（ロニー〈ブルース・スペンス〉）
- オールウェイズ（アル・ヤッキー〈ジョン・グッドマン〉）※日本テレビ版
- 黄金作戦 追いつ追われつ（ナレーション）
- 海底二万哩（ポスト誌の記者）※DVD版
- がんばれ!ベアーズ（マイク・エンゲルバーグ）※テレビ朝日版
- キャンドルシュー/セント・エドモンドの秘宝（ジェンキンス）
- 孔雀王 アシュラ伝説（タン）
- グッドフェローズ（タディ・シセロ〈フランク・ディレオ〉、ファット・アンディ）
- グッドモーニング, ベトナム（マーティ・リー・ドライウィッツ〈ロバート・ウール〉）※VHS版、（エドワード・ガーリック上等兵〈フォレスト・ウィテカー〉）※フジテレビ版
- クリス・ファーレイはトミーボーイ（トミー・キャラハン〈クリス・ファーレイ〉）
- ゲッティング・イーブン（カール〈ゲイラード・サーテイン〉）
- 殺しのドレス（地下鉄のチンピラ）※TBS版
- 最前線物語 ※TBS版
- サイバーロボ（ゲリラ）
- ザ・カンニング IQ=0（ガエタン）
- 誘う女（エド・グラント〈ウェイン・ナイト〉）
- ザ・デイ・アフター
- ザ・パッケージ/暴かれた陰謀（ウッズ大佐）
- さらば冬のかもめ（ラリー・メドウズ〈ランディ・クエイド〉）
- 地獄のデビル・トラック（ジョー）
- 死の標的（チャールズ〈トム・ライト〉）※フジテレビ版
- 新・13日の金曜日（ジョーイ）
- 新キョンシーズ（ウォンの子分）
- 真説・モンキーカンフー（チャン師範）
- スクワント/伝説の勇者（ティモシー修道士）
- スティーブ・マーティンのSGT.ビルコ/史上最狂のギャンブル大作戦（ドゥエイン・ドーベルマン二等兵）
- ストリートファイター（エドモンド本田）※ソフト版
- スニーカーズ（マザー〈ダン・エイクロイド〉）※ソフト版
- ゾンビ（ウーリー）
- ターゲット・ブルー（リャン・カンポー刑事〈ケント・チェン〉）
- ダイ・ハード2（ビトー・ロレンゾ刑事〈ロバート・コスタンゾ〉、ロリンズ）※フジテレビ版
- 007/死ぬのは奴らだ（ウィスパー）※TBS新録版
- チャイニーズ・オデッセイ（猪八戒〈ン・マンタ〉）
- 超能力学園Z PART2 パンチラ・ウォーズ（コーチ〈ライル・アルゼイド〉）
- ツイン・ドラゴン（超能力者〈バリー・ウォン〉）※フジテレビ版
- ティーン・ウルフ（チャビー）
- デビルスピーク（オックス）
- 天使とデート（ジョージ）
- 天使にラブ・ソングを2（ジョーイ・バスタマンテ〈ロバート・パストレリ〉、ウルフガング神父〈トーマス・ゴチャック〉）※ソフト版
- デンジャラス・マインド/卒業の日まで（ハル・グリフィス〈ジョージ・ズンザ〉）
- トム・クルーズ/栄光の彼方に（タンク）
- ノーバディーズ・フール（ロブ〈プルイット・テイラー・ヴィンス〉）
- のるかそるか（馬券売り〈ロビー・コルトレーン〉）
- 陪審員 ※ソフト版
- ハイランダー2 甦る戦士（コーダ）※VHS版
- ハウスシッター/結婚願望（リプトン牧師〈クリストファー・デュラング〉）
- バストロイド 香港大作戦（パピー）
- バックドラフト（シュミット）※ソフト版
- ハックフィンの大冒険（公爵〈ロビー・コルトレーン〉）
- 花嫁のパパ（ハンク、オーディションの歌手〈ユージン・レヴィ〉）
- ハリーとヘンダスン一家 ※TBS版
- ハロウィン・インベーダー/火星人襲来!?（ラッセル〈フレッド・アップルゲイト〉）
- ピーウィーの大冒険（フランシス・バクストン）
- ビルとテッドの地獄旅行（ジェームズ〈ロイ・ブロックスミス〉）※ソフト版
- ピンク・キャデラック（ジェフ）※ソフト版
- 不思議の国のアリス（公爵夫人〈ピーター・ブル〉）
- ブラックホール（ヴィンセント〈ロディ・マクドウォール〉）※ディズニー版
- フラッシュダンス（セシル）
- ブランク・チェック/100万ドル大作戦!（ヘンリー〈リック・ダコマン〉）
- ブルース・ブラザース（マット・マーフィ）※フジテレビ新録版
- ベートーベン2（フロイド〈クリス・ペン〉）※ソフト版
- ボーイズ'ン・ザ・フッド（ダウボーイ〈アイス・キューブ〉）
- ホーム・アローン（サンタ、工事係）※フジテレビ版
- 星の王子 ニューヨークへ行く（オーハ首相）※フジテレビ版
- ポリスアカデミー2 全員出動!（ヴィニー・シュトルマン）
- ホワイトハンター ブラックハート（ホドキンズ〈ティモシー・スポール〉）
- マスク（ドイル刑事）※日本テレビ版
- マペットのクリスマス・キャロル（ベリンダ・クラチット〈スティーヴ・ホイットマイア〉、ベティナ・クラチット〈デーヴ・ゲルツ〉、アップルゲイト〈ジェリー・ネルソン〉）
- マンボ・キングス/わが心のマリア（ピート）
- Mr.BOO!シリーズ
  - Mr.Boo!ミスター・ブー（チンピラ〈サモ・ハン・キンポー〉）
  - Mr.Boo!インベーダー作戦（チョンボ〈リッキー・ホイ〉）
  - Mr.Boo!ギャンブル大将（浜辺の若者〈リッキー・ホイ〉）
  - 新Mr.Boo!アヒルの警備保障（ダイ・チョンボ〈リッキー・ホイ〉）
- Mr.ベビーシッター（フランク・オルセン）
- ミュータント・ニンジャ・タートルズ3（ナイルズ〈ジョン・アイルワード〉）
- 未来世紀ブラジル（警備員）
- めぐり逢い（アンソニー〈グレン・シャディックス〉）
- 燃えよデブゴン 出世拳（チャーシュー）
- ヤングガン2（ベル）※フジテレビ版
- ラブ・バッグ/モンテカルロ大爆走（クインシー〈ロイ・キニア〉）
- レーザーブラスト（チャック〈マイク・ボベンコ〉）
- レオン（ファットマン）※オリジナル版
- ローデッド・ウェポン1（リック・ベッカー〈ジョン・ロヴィッツ〉）※標準語版
- ワーキング・ガーイ（ビッグ・ダン）
- 私がウォシャウスキー（アール・スマイセン〈ウェイン・ナイト〉）
- ワンス・アポン・ア・タイム・イン・チャイナ 天地撃攘（エイ〈ケント・チェン〉）

#### ドラマ
- アルフ（ランディ）
- インディ・ジョーンズ/若き日の大冒険
- X-ファイル シーズン2 第20話「サーカス」（ナットさん）
- オン・ジ・エアー（ウォーリー・ウォルターズ〈チャック・マッキャン〉）
- こちらブルームーン探偵社 シーズン4 #4（レオン・サマーズ）
- シークレット・アイズ〜華麗なる作戦（ハリー・フラック〈ジョン・R・ホフマン〉）
- 新スタートレック（コメディアン）
- 超音速ヒーロー ザ・フラッシュ ※日本テレビ版
- ヒルストリート・ブルース シーズン5 #7（フロイド・グリーン〈フォレスト・ウィテカー〉）
- フレンズ（ジャック・ゲラー〈エリオット・グールド〉〈初代〉）
- ヤングライダーズ シーズン1 #12（実業家）
- ラバーン&シャーリー シーズン1 #9（ムース）

#### アニメ
- 西遊記 孫悟空対白骨婦人（土地神）
- ザ・シンプソンズ（ネルソン・マンツ〈初代〉、カーニー・ジージックス〈初代〉、オットー・マン〈初代〉、スネーク〈初代〉 他） ※シーズン7 #2まで
- スワン・プリンセス/白鳥の湖（従者ブロム）
- ディズニー作品
  - アラジン（メロン屋、ハモール）
    - アラジン ジャファーの逆襲（ハモール、メロン屋、盗賊）
    - アラジン完結編 盗賊王の伝説（ハモール、盗賊）
    - アラジンの大冒険（ハモール、宝石商、シェフ）

  - 気みじかドナルド（短気相談機械）※BVHE版
  - シンデレラ（ガス）※BVHE版
  - ダックテイル（ベビーフェイス）
  - ダンボ（ジム・クロウ）※再公開版
  - チップとデールの大作戦（モール）※新吹き替え版
  - ナイトメアー・ビフォア・クリスマス（ハーレクイン・デーモン）
  - パパはグーフィー（店員）
  - ポカホンタス（ベン）
  - リトル・マーメイド (テレビアニメ)（セバスチャン）
  - わんわん物語 ※再公開版
- トムとジェリーの大冒険（キディー、路地の猫たち）
- ドン・キホーテ（サンチョ・パンサ）
- バッグス・バニーのぶっちぎりステージ
- ハックルベリー・フィン物語（大男、ハンター、村人 他）
- ビーバー・パパのお話（お父さん）
- ピンクパンサー（力士）
- 不思議の森の妖精たち

#### 人形劇
- 恐竜家族（ベイビー・シンクレア、オーブリー）
- フラグルロック

### 特撮
- 超電子バイオマン（1984年、ジュウオウの声）
- 電撃戦隊チェンジマン シャトルベース! 危機一髪!（1985年、ドドンの声）
- 劇場版 忍者戦隊カクレンジャー（1994年、オオニュウドウの声）
- 超力戦隊オーレンジャー オーレVSカクレンジャー（1996年、オンブオバケの声）

### 教育番組
- おーい!はに丸（1983年 - 1989年、NHK教育） - ひんべえの声
- ウソップランド（1983年 - 1984年、テレビ朝日）
- はに丸ジャーナル（2014年 - 2017年、NHK総合） - ひんべえの声[22]

### CM
- ファミリーテニス（隊員3号の声）

### その他
- カントリーベア・シアター（メルビン）
- パン・ギャラクティック・ピザ・ポート（トニー・ソラローニ）
- ねむれナイト コルポグロッソ（司会者〈ウンベルト・スマイラ〉）
- 魅惑のチキルーム（ピエール）
- ロジャーラビットのカートゥーンスピン（ウィージー）